# Zawroty (Gdańsk)
Zawroty (kaszb. Zôwrotë, niem. Kehrwieder) – to wybudowania dawnej leśniczówki znajdującej się na zachodnim krańcu Lasów Oliwskich (do 1 września 1939 na obszarze Wolnego Miasta Gdańska) po zachodniej stronie dzisiejszej Obwodnicy Trójmiasta. Wybudowanie zostało przyłączone w granice administracyjne miasta w 1954 roku, należy do okręgu historycznego Wyżyny.